# توویل
توویل (به انگلیسی: Tovil) یک روستا و محله مدنی در بریتانیا است که در میدستون واقع شده‌است. توویل ۳٬۵۴۲ نفر جمعیت دارد.